# Madadayo
Madadayo (まあだだよ Mādadayo?, „Încă nu”) este un film japonez din 1993 regizat de Akira Kurosawa după un scenariu bazat pe lucrările literare ale profesorului Hyakken Uchida. El este al treizeci și unulea și, în același timp, ultimul film realizat de Kurosawa.
Filmul este inspirat din viața scriitorului și profesorului universitar Hyakken Uchida (1889–1971) și urmărește relațiile sale cu foștii săi studenți de la pensionarea sa și până la atingerea unei vârste înaintate. Profesorul se pensionează în 1943 pentru a-și consacra timpul activității literare și este vizitat periodic de foștii săi studenți. Relațiile calde care se formează între maestru și discipoli sunt urmărite în timpul celui de-al Doilea Război Mondial și în perioada dificilă de după război. Studenții se adună an de an pentru a sărbători aniversarea profesorului și îl întreabă, potrivit unui ritual, dacă este pregătit pentru momentul morții, iar profesorul răspunde: „încă nu”. Uchida își pierde însă cunoștința la petrecerea organizată pentru aniversarea vârstei de 77 de ani, ceea ce înseamnă că momentul morții se apropie.
Răspunsul comercial a fost foarte cordial, ca urmare a interesului fanilor pentru ultima creație artistică a regizorului, în timp ce răspunsul critic a fost mai reținut. Filmul a fost proiectat în afara competiției la Festivalul Internațional de Film de la Cannes din 1993. Ca urmare a succesului obținut pe piața internă, Madadayo a fost propunerea Japoniei la Premiul Oscar pentru cel mai bun film străin, dar nu a fost nominalizat de membrii Academiei Americane de Film. Filmul a obținut totuși patru premii ale Academiei Japoneze de Film pentru realizări tehnico-artistice (interpretare feminină a unui rol secundar, decoruri, imagine, iluminat) și două premii Panglica Albastră pentru interpretarea rolurilor secundare.
Madadayo este ultimul film regizat de Kurosawa, ca urmare a faptului că regizorul a suferit un accident în 1995 și a rămas imobilizat pentru tot restul vieții. Acest accident l-a împiedicat să-și asume realizarea unor filme după ultimele sale scenarii.

## Rezumat

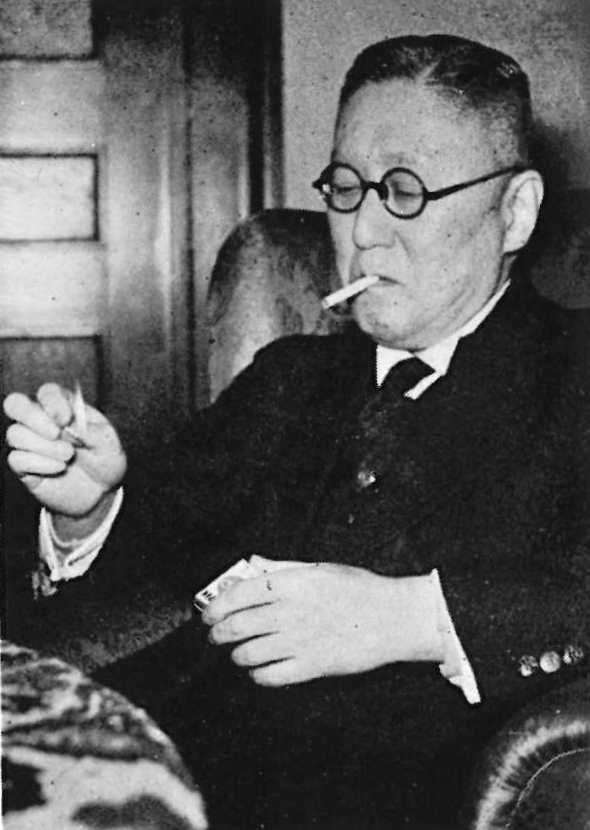
Profesorul Hyakken Uchida în 1952.

În anul 1943, după o îndelungată carieră didactică, profesorul universitar de limba germană Hyakken Uchida își anunță studenții că se pensionează pentru a-și consacra timpul activității literare. Foștii săi studenți îl îndrăgesc și îl consideră a fi un „om de aur” și și-au format obiceiul de a-l vizita periodic. Uchida este un om inteligent, vesel, predispus la farse și cu o perspectivă optimistă cu privire la viață. Temându-se de hoți, el a conceput un traseu („Intrarea hoților”) care-i ghidează prin casă pentru a nu se întâlni întâmplător, iar foștii studenți se amuză copios cu privire la absurditatea acestui plan. Studenții obișnuiesc să-l viziteze în grupuri mari, iar patru dintre ei (Takayama, Amaki, Kiriyama și Sawamura) devin niște musafiri obișnuiți ai casei. Uchida, care-și petrece timpul scriind poezii și eseuri, îi invită deseori să cineze cu el și cu soția lui. Întâlnirile profesorului cu foștii studenți sunt dominate de multă bună dispoziție, iar relația lor devine tot mai apropiată.
Casa profesorului este distrusă apoi într-un raid aerian din timpul celui de-al Doilea Război Mondial, determinându-l pe Uchida și pe soția lui să se refugieze într-o colibă și să trăiască în condiții mizere. Pierderea vastei biblioteci (din care a reușit să salveze doar o singură carte: Hōjōki) și degradarea nivelului de trai nu-l demoralizează pe profesor, care se adaptează noilor condiții, găsind asemănări cu viața poetului japonez Kamo no Chōmei (1153–1216). Odată cu împlinirea vârstei de 60 de ani, Uchida este sărbătorit anual de foștii săi studenți, fiind întrebat de fiecare dată, potrivit unui ritual, dacă este pregătit pentru momentul morții (Māda kai?, adică „Nu ești gata?”) și răspunzând invariabil „încă nu” (Māda da yo!).
Foștii studenți strâng bani și-i cumpără profesorului o casă modestă, iar apoi, după ce un om de afaceri intenționează să cumpere terenul vecin pentru a construi acolo o clădire cu trei etaje, achiziționează acea proprietate pentru a nu fi tulburată liniștea maestrului lor. Bunătatea și prietenia pe care le-a insuflat ani la rând propriilor ucenici încep să-și arate rezultatele. Întâlnirile devin mai intime, iar profesorul și studenții încep să poarte discuții intelectuale, să depene amintiri și să consume alcool. Atunci când Nora, motanul profesorului, dispare, întregul grup se mobilizează pentru a-l găsi, iar Uchida cade într-o stare de depresie din care iese doar atunci când împreună cu soția sa adoptă o altă pisică.
Timpul trece, iar petrecerile aniversare s-au transformat acum în adevărate întâlniri de familie, fiecare student venind cu proprii copii pentru a-l omagia pe profesor. La întâlnirea prilejuită de aniversarea a 77 de ani profesorul glumește că ar putea fi pregătit pentru moarte acum când salcia din curtea sa a crescut suficient de mult pentru a se spânzura în ea. Bătrânul Uchida își pierde cunoștința, epuizat de efortul depus, și este dus acasă, unde se visează copil, jucându-se de-a v-ați ascunselea și răspunzând că nu este gata pentru a fi găsit (Māda da yo!).

## Distribuție
- Tatsuo Matsumura — profesorul Hyakken Uchida[7][29]
- Kyōko Kagawa — soția profesorului[7][29]
- Hisashi Igawa — Takayama, student al prof. Uchida[7][29]
- George Tokoro — Amaki, studentul cu ochelari[7][29]
- Masayuki Yui — Kiriyama, studentul grăsuț cu mustață[7][29]
- Akira Terao — Sawamura, studentul cu fața lunguiață/naratorul[7][29]
- Takeshi Kusaka — dr. Kobayashi, medicul prof. Uchida[7][29]
- Asei Kobayashi — preotul budist Kameyama, discipol vechi al prof. Uchida[7][29]
- Mitsuru Hirata — Tada[7][30]
- Tetsu Watanabe — Furuya[7][30]
- Takao Zushi — Kitamura[30]
- Norio Matsui — Mitsui[7][30]
- Murohide Sugizaki — Hirano[7][30]
- Kimihiro Reizei — Murayama[30]
- Nobuto Okamoto — Ōta[7][30]
- Keiki Takenouchi — Ishikawa[7][30]
- Hidetaka Yoshioka — fiul lui Takayama[7][30]
- Tetsuo Yamashita — proprietarul terenului[30]
- Kōjirō Kusanagi — omul care a cumpărat terenul[30]
- Masahiko Tanimura — măcelarul[7][30]
- Hiroshi Kuze — trăgătorul calului[30]
- Noriko Honma — bătrâna care ține în brațe o pisică[30]
- Mie Suzuki — fata vânzătoarei de pește[30]
- Yoshitaka Zushi — angajatul magazinului de băuturi alcoolice[7][30]
- Tōru Nishi — profesorul în copilărie[30]
- Kinzō Sakura — polițist[30]
- Eiji Bandō — polițist[30]
- Shigeo Katō — șeful de gară[30]
- Utaroku Miyakoya — călăreț[30]

## Titlul filmului
Titlul filmului „Madadayo” provine dintr-un răspuns de la versiunea japoneză a jocului de-a v-ați ascunselea. Copilul care urmează să caute strigă: „Mō ī kai?” (もういいかい?), adică „Ești gata?”, iar răspunsul poate fi „Mō ī yo!” (もういいよ!), adică „Sunt gata!”, sau „Māda da yo!” (まだだよ!), adică „Încă nu!”. Răspunsul negativ îl face pe copilul care caută să devină nerăbdător și să întrebe iarăși după un timp „Māda kai?” (まだ かい?), adică „Încă nu ești gata?”, până când primește răspunsul afirmativ. Chiar dacă răspunsul provine dintr-un joc pentru copii, titlul indică preocupări complexe și mai mature cu privire la moarte.
Jocul „de-a v-ați ascunselea” dobândește în acest film un rol simbolic profund pentru că se referă la apropierea morții. Această confruntare cu moartea este ultima lecție pe care trebuie să o învețe omul, iar, din moment ce Uchida este profesor, el trebuie să o învețe bine pentru ca studenții săi să-l vadă și să poată înțelege această ultimă lecție. Strigătul ritualic „Māda da yo!” al profesorului Uchida (și, implicit, al regizorului Kurosawa) semnifică refuzul încetării preocupărilor creative și respingerea morții. Chiar dacă moartea este aproape și va veni, viața continuă, pare să spună profesorul.
Numele „Māda kai”, pe care-l poartă reuniunea anuală care celebrează viața lungă a profesorului, are în acest context un sens dublu. Într-o discuție cu profesorul, unul dintre studenți se referă la un joc de cuvinte, explicând că literele kanji sunt asociate cu două zeități budiste: „Ma” face referire la Daruma (numele sub care este cunoscut în Japonia călugărul semilegendar Bodhidharma, care, stând în meditație până când și-a pierdut ambele brațe și ambele picioare, a atins iluminarea) și „ada” provine de la Amida (unul din numele lui Amitābha, care este unul din Cei Cinci Buddha ai Înțelepciunii și distribuitor al dragostei nemărginite).

## Producție

### Ideea realizării filmului

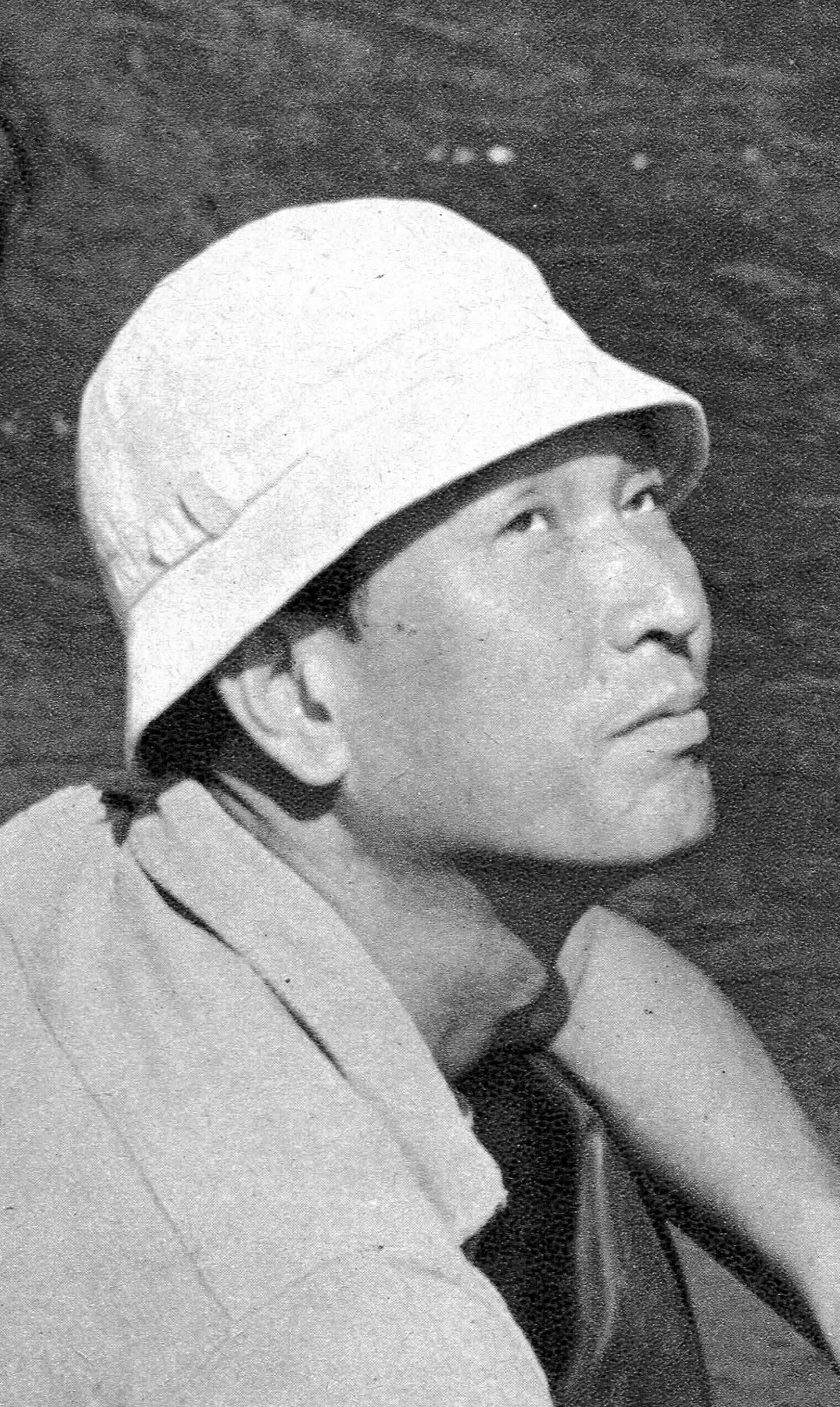
Akira Kurosawa pe platoul de filmare al filmului Cei șapte samurai. Fotografie din 1953.

Ajuns la vârsta senectuții, după o carieră întinsă pe durata a peste 50 de ani, Akira Kurosawa a simțit că „miracolul economic” produs în Japonia după încheierea celui de-al Doilea Război Mondial a determinat o dezumanizare a japonezilor. „Au fost vremuri mai bune. Au fost, desigur, vremuri foarte grele, dar când mă uit înapoi la ele, constat că relațiile umane erau mai calde. Am amintiri neplăcute despre militarismul japonez, dar profesorii și studenții erau mai apropiați decât sunt acum”, spunea cineastul despre perioada războiului și perioada postbelică. Această preocupare față de dezumanizarea populației poate fi observată încă în filmul Rapsodie în august (1991).
Madadayo a fost gândit ca un răspuns al cineastului față de „miracolul economic japonez” și de procesul de dezumanizare care se manifesta tot mai pregnant și, în același timp, ca o invitație adresată publicului de a reflecta cu privire la valorile morale ale unei epoci apuse. Intențiile avute în vedere au fost expuse clar de Kurosawa în materialele de presă publicate: „Acest film descrie relația agreabilă și duioasă dintre profesorul Hyakken Uchida și foștii săi studenți. Este ceva foarte prețios care aproape că a fost uitat. Lumea demnă de invidiat a inimilor calde. Sper ca toți oamenii care au văzut acest film vor părăsi cinematograful înviorați cu zâmbete largi pe chipurile lor”. Relația profesor-studenți și cinstirea profesorilor făceau parte anterior din tradiția japoneză, după cum afirma Kurosawa într-o conferință de presă susținută în 1992: „Obișnuiam să ne vizităm profesorii la ei acasă. Ceea ce am pierdut în educație astăzi este importanța profesorului ca ființă umană cu totul diferită de ceea ce predă”.
Prima schiță a scenariului datează din 15 august 1991, când se comemorau 46 de ani de la capitularea Japoniei în fața Aliaților în timpul celui de-al Doilea Război Mondial. Scenariul filmului a fost scris de Akira Kurosawa pe baza biografiei profesorului Hyakken Uchida și a lucrărilor sale literare, publicate de editura Fukutake Publishing Co., Ltd. Uchida (1889–1971) a fost un profesor de limba germană care a abandonat cariera didactică în favoarea carierei de scriitor, iar scrierile sale erau populare în Japonia prin umorul lor fin și prin observațiile incisive cu privire la viață, conturându-i o reputație de om excentric, dar foarte iubit. Unele lucrări deveniseră deja scrieri clasice precum „Tokyo shojin” („Tokyo incendiat”), o relatare a raidurilor aeriene asupra orașului Tokyo, sau „Nora ya, Nora!” („Oh, Nora, Nora!”) și ele au reprezentat surse de inspirație pentru filmul lui Kurosawa. Se observă, de asemenea, influențe din romanul satiric Eu, motanul (1905–1906) al lui Sōseki Natsume (1867–1916) în care apar întâlniri organizate în casa unui profesor, conversații academice înțesate cu anecdote, o soție supusă și, desigur, prezența unei pisici.
Atât scrierile lui Natsume, cât și cele ale lui Uchida, conțin exemple de rakugo, un spectacol popular în care un narator prezintă într-un mod amuzant o serie de întâmplări casnice. Profesorul Uchida preia rolul povestitorului în filmul lui Kurosawa, relatând, spre exemplu, o întâmplare petrecută atunci când a cumpărat carne de cal pentru invitați. Auditoriul său este format din foștii săi studenți, care pregătesc petrecerile aniversare, se îngrijorează cu privire la sănătatea sa și formează astfel, ca în tragediile antice, corul.
Acțiunea filmului se derulează din primăvara anului 1943, când profesorul se pensionează, până la începutul anilor 1960 (până în anul 1962, potrivit lui Mitsuhiro Yoshimoto și lui Keiko McDonald), când profesorul aniversează 77 de ani din viață. Scenariul este mai simplu decât cel al filmului Rapsodie în august și nu are o structură convențională, ci este format dintr-o serie de viniete care combină amănuntele biografice reale cu o serie de anecdote extrase din scrierile profesorului Uchida, fiind asemănător structural cu Dodeskaden (1970). În concluzie, Madadayo are mai degrabă o formă de eseu biografic care prezintă viața de zi cu zi a profesorului Uchida și relațiile sale cu foștii studenți.

### Alegerea actorilor

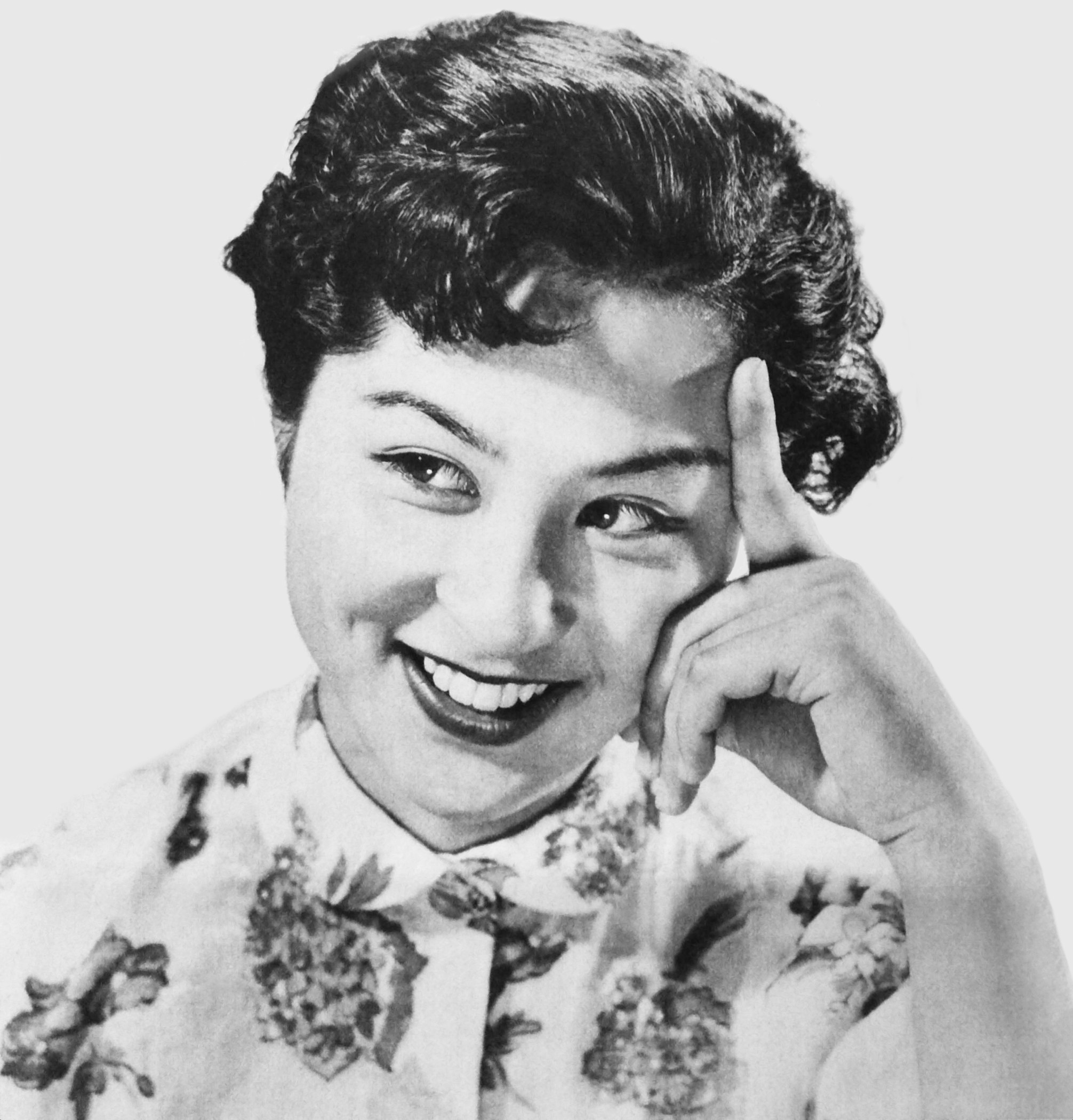
Actrița Kyoko Kagawa (interpreta soției profesorului) în 1954.

Rolul profesorului Uchida a fost încredințat actorului Tatsuo Matsumura (1914–2005), în vârstă de 77 de ani, care semăna fizic cu personajul, cu excepția faptului că avea păr alb pe care a trebuit să-l poarte vopsit în negru în cea mai mare parte a filmului. Actorul era un bun povestitor și avea mult umor, putând crea ușor imaginea unui om hâtru. A apărut în numeroase filme, în care a interpretat în special roluri de funcționari amabili și cu atitudini părintești, iar în anii 1970–1980 a devenit foarte popular în rolul lui Oi-chan, unchiul lui Tora-San, în opt filme ale seriei de comedie Tora-San. Kurosawa îl cunoștea de multă vreme și îi oferise mai demult rolul unui bărbat alcoolic, care-și violează nepoata și apoi fuge pentru a nu fi arestat, în filmul Dodes'ka-den (1970).
Soția profesorului (care, potrivit scenariului, era cu 20 de ani mai tânără) a fost interpretată de Kyoko Kagawa, care colaborase ultima oară cu Kurosawa cu aproape 30 de ani în urmă la filmul Barbă Roșie (1965). Cineastul folosea puține actrițe în filme, iar Kagawa a fost practic singura actriță în Cerul și iadul și în Madadayo. Chiar dacă personajul nu avea prea multe replici, rolul său era unul important, iar actrița trebuia să-i urmărească cu atenție pe actori și să reacționeze într-un mod adecvat. Matsumura și Kagawa formaseră anterior un cuplu într-un film de televiziune, cu 20 de ani mai înainte, iar această experiență i-a ajutat să realizeze interpretări mai realiste.
În rolurile foștilor studenți ai profesorului Uchida au apărut actori cu care Kurosawa colaborase anterior: Hisashi Igawa (care jucase rolul unui bețiv în Dodes'ka-den și al fiului egoist în Rapsodie în august), Akira Terao (care interpretase rolul Taro în Ran și apoi fusese alter ego-ul lui Kurosawa în Vise) și Masayuki Yui (care-l interpretase pe Ieyasu Tokugawa în Kagemusha și pe Tengo în Ran). Cel de-al patrulea student care face parte din grupul de musafiri obișnuiți ai profesorului a fost interpretat de George Tokoro, un comic de televiziune, cântăreț și eseist, care publicase aproximativ 30 de cărți și lansase hitul „Gamble kyosokyoku – kumikyoku: fuyu no jokei”.
Roluri mai mărunte au fost oferite altor cunoscuți ai regizorului: Hidetaka Yoshioka, care-l interpretase pe nepotul cel mai mare în Rapsodie în august, joacă aici rolul unui student, și Yoshitaka Zushi, care jucase rolul băiatului din Barbă Roșie și Dodes'ka-den, apare aici în rolul unui vecin al profesorului.

### Filmări

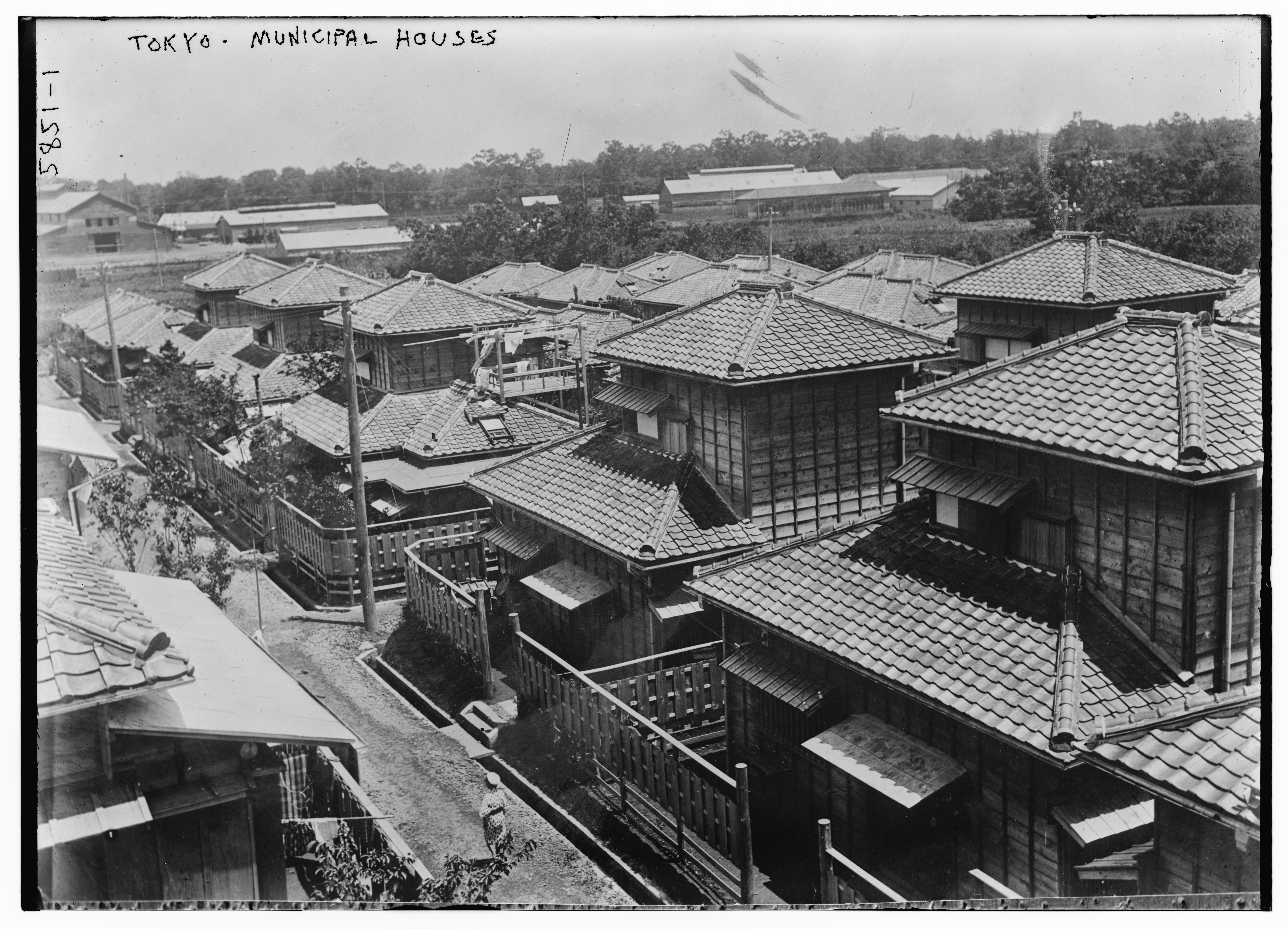
Case tradiționale din Tokyo la începutul secolului al XX-lea.

Madadayo a fost produs, la fel ca Rapsodie în august (1991), de un grup de companii japoneze: Kurosawa Productions Film, Daiei (care produsese demult filmul Rashomon și fusese apoi reorganizată ca parte componentă a conglomeratului editorial Tokuma Group) și Dentsu Production (un alt conglomerat media), în cooperare cu Tokuma Shoten Publishing Co. Producătorii filmului au fost Yasuyoshi Tokuma, Gōhei Kogure (producători generali), Yō Yamamoto, Yuzo Irie (producători executivi) și Hisao Kurosawa (producător). Compania Toho a acceptat să distribuie filmul în Japonia, în timp ce compania Daiei a obținut drepturile de distribuție pe piața externă.
Bugetul filmului a fost de 11,9 milioane de dolari. Unii critici au argumentat că Madadayo a fost un film scump, date fiind acțiunea restrânsă și distribuția redusă, în condițiile în care filme similare costau 2-3 milioane de dolari. Kurosawa era însă un perfecționist și acorda o mare atenție detaliilor, repetând până când scena ieșea așa cum își dorea el. Directori de imagine au fost Takao Saitō și Masaharu Ueda. Filmările au fost realizate cu sprijinul consilierului regizoral Ishirō Honda (vechiul prieten al lui Kurosawa) și al regizorului asistent Takashi Koizumi. Decorurile au fost construite de Yoshirō Muraki, iar costumele au fost create de Kazuko Kurosawa, fiica regizorului. Vechea colaboratoare a regizorului, Teruyo Nogami, a îndeplinit aici funcția de director de producție.
Filmările au început în februarie 1992, la opt luni de la lansarea filmului Rapsodie în august, și urmau să se deruleze conform unui grafic întins pe durata a 14 luni pentru a surprinde schimbarea anotimpurilor în scenele filmate în aer liber. Străzile din orașul Tokyo de dinainte de război au fost reconstituite pe platoul companiei Toho din districtul Kinuta⁠(ja)[traduceți] al sectorului special Setagaya al metropolei Tokyo. Locuința postbelică a profesorului, încojurată de ruinele caselor arse, a fost construită în orașul Gotemba, aflat la 145 km vest de Tokyo, iar alte scene din exterior au fost filmate pe un platou construit de Yoshirō Muraki pe un teren nisipos de pe versanții muntelui Fuji. Aceste construcții exterioare apar în cadre scurte, care au mai degrabă rolul să situeze în timp evenimentele prezentate, deoarece majoritatea filmărilor sunt concentrate în spațiile interioare. Înțelegând rolul promovării, Kurosawa a condus personal un grup de reporteri pe platoul de filmare, unde era cartierul distrus de bombe al profesorului Uchida. „El devine mai conștient de importanța marketingului și a producerii banilor”, comenta criticul Yūichirō Nishimura.
Atmosfera de pe platoul de filmare a fost relaxată, își amintea Kyoko Kagawa. Colaborând cu actori experimentați, Kurosawa nu a simțit nevoia să le ofere indicații interpretative și i-a lăsat să-și urmeze instinctul actoricesc. Nu-l interesa atât rostirea corectă a replicii, cât mai ales modul realist de redare a reacțiilor și de exprimare a emoțiilor. În timpul pauzelor de filmare Kurosawa relata povești interesante, care conțineau însă adevărate lecții cu privire la actorie, ce erau ascultate cu atenție de interpreți. Actorul Tatsuo Matsumura, care avea o vârstă înaintată, a fost nevoit să depună un efort mare pentru a învăța replicile lungi, dar s-a descurcat foarte bine, iar, după o scenă lungă, Kurosawa a venit din spatele camerei și l-a aplaudat.
Filmările au fost încheiate la sfârșitul lunii septembrie a anului 1992, înainte de termenul prevăzut. Kurosawa a organizat o conferință de presă de 90 de minute în care, întrebat fiind cu privire la succesiunea rapidă a ultimelor sale trei filme, a glumit: „Nu mai am mult timp de trăit. Trebuie să mă grăbesc.”, adăugând mai serios că se simte singur după încheierea unui film și de aceea își adună vechii colaboratori, ignorând recomandarea medicilor de a se mai odihni. A evitat veșnicele întrebări despre colaborarea cu Mifune, a refuzat să discute despre procesul pe care l-a intentat companiei Toho, în care cerea 500.000 de dolari pentru difuzarea filmelor sale de rețeaua de televiziune prin cablu Wowow, și i-a oferit sprijin moral confratelui Juzo Itami, confruntat cu un atac al bandelor yakuza din cauza realizării unui film controversat.
Muzica filmului este formată din compoziții ale lui Antonio Vivaldi (L'estro Armonico, Op. 3, Concertul nr. 9), sub aranjamentul lui Shin'ichirō Ikebe. Fundalul suprarealist (cerul acoperit de nori de diferite culori) în stilul lui Van Gogh care apare în secvența finală a fost pictat chiar de Kurosawa pe un panou mare aflat în interiorul studioului și a fost filmat cu o cameră video de înaltă definiție. Lungimea peliculei este de 3.680 de metri. Durata filmului este de 134 de minute.

## Analiză critică

### Preocupările cineastului în ultimele filme
Cariera de cineast a lui Akira Kurosawa (1910–1998) se întinde pe durata a 50 de ani, începând cu Legenda judo-ului (1943) și încheindu-se cu Madadayo (1993). În acest timp Kurosawa a regizat 30 de filme și un documentar de televiziune și a scris numeroase alte scenarii, contribuind la schimbarea artei cinematografice. Pe măsură ce regizorul îmbătrânea, constata profesorul Stephen Prince, personajele filmelor sale deveneau și ele mai bătrâne (Dersu Uzala în Vânătorul din taiga, lordul Hidetora în Ran, bătrânul din ultimul episod al filmului Vise, bunica Kane în Rapsodie în august și profesorul pensionar în Madadayo) și se confruntau cu pierderea capacităților fizice, diminuarea autorității și meditația cu privire la sfârșitul vieții. În paralel cu creșterea predilecției lui Kurosawa pentru personajele în vârstă s-a remarcat o intensificare a identificării sale cu propriile personaje, ceea ce a făcut ca filmele să dobândească o funcție pseudobiografică.
Ultimul său film, Madadayo, lansat în 1993, când regizorul trecuse de 80 de ani, prezintă povestea unui bătrân profesor universitar care a influențat profund viața elevilor săi și, din acest motiv, a fost considerat de critici un veritabil testament artistic al maestrului. Spre deosebire de celelalte filme pe care le-a realizat în ultimii ani, cineastul japonez își exprimă pregnant aici preocuparea cu privire la moștenirea pe care o lasă în urma sa. Această preocupare începe să fie observată încă din filmul Vânătorul din taiga (1975), în care Kurosawa examinează impactul pe care vânătorul Dersu Uzala (decedat între timp) l-a avut asupra vieții exploratorului Vladimir Arseniev. Păstrarea moștenirii și dezvoltarea ei îi preocupă, de asemenea, pe bătrânii lorzi războinici din Kagemusha (1980) și Ran (1985), în timp ce filmul Vise (1990) conține segmente care evidențiază ideea trecutului bântuitor și modul în care moștenirea umanității se poate sfârși prin autodistrugere, iar Rapsodie în august (1991) urmărește modul în care moștenirea unui bărbat ucis în Bombardamentul de la Nagasaki se răsfrânge asupra a trei generații de urmași.
Prezentând anumite momente din viața scriitorului și profesorului Hyakken Uchida, o personalitate literară a Japoniei de la mijlocul secolului al XX-lea, puțin cunoscută în străinătate, Kurosawa și-a evaluat propria sa viață, care a cunoscut, de asemenea, suișuri și coborâșuri. Cineastul ajunsese la vârsta senectuții și susținea, la fel ca profesorul Uchida, că „încă nu” este pregătit pentru moarte; el își dorea doar să fie lăsat să-și desăvârșească opera. Criticii au identificat mai multe asemănări între profesor și cineast, ambii fiind niște mentori pentru cei din jurul lor. Kurosawa se schimbase în cursul anilor: dacă în tinerețe era reticent să-și dezvăluie ideile artistice și prefera să se exprime prin artă, acum devenise mult mai sociabil și simțea nevoia să-și împărtășească liber propria viziune cu privire la artă și la viață. Colaboratorii săi apropiați, care lucrau cu el de zeci de ani, îl respectau și căutau să învețe cât mai mult din experiența sa. Filmul Madadayo reflectă, în opinia unor critici, asumarea deplină a rolului de mentor de către cineast.

### Temele filmului

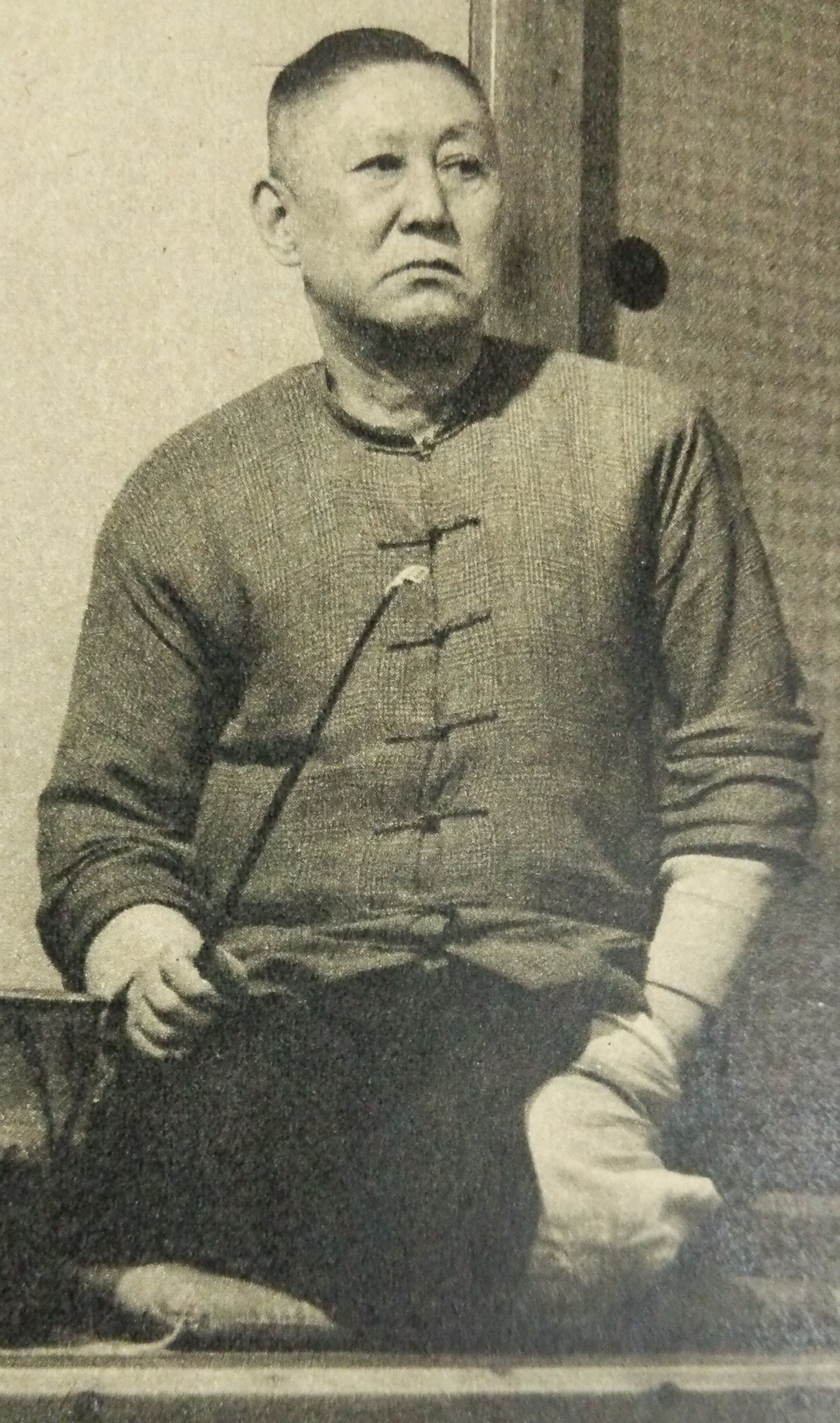
Profesorul Hyakken Uchida în 1953.

Unii critici au interpretat greșit acest film, trăgând concluzia că Akira Kurosawa s-a plasat intenționat în rolul profesorului și a vrut astfel să le țină lecții contemporanilor. Cineastul a respins această interpretare și a susținut că nu s-a gândit la așa ceva: „Nu-mi dădusem niciodată seama că se va interpreta așa. Am vrut pur și simplu să prezint o persoană minunată. Nu vreau să dau lecții”. Principala asemănare între profesorul Uchida și regizorul Kurosawa era preocuparea cu privire la bătrânețe și la apropierea morții, care era însă tipică tuturor persoanelor vârstnice. Nu poate fi făcută din acest motiv o identificare a regizorului cu profesorul. Potrivit criticului Stuart Galbraith IV, personajul seamănă mai mult cu Seiji Tachikawa, profesorul de artă din școala primară al lui Kurosawa, și, din punct de vedere fizic, cu regizorul Kajirō Yamamoto (1902–1974), mentorul lui Kurosawa.
Madadayo seamănă cu The Dead (1987), ultimul film al lui John Huston (1906–1987), prin căldura relațiilor umane prezentate. Criticii din vremea apariției filmului au confundat această căldură umană cu sentimentalismul, neînțelegând că subiectul filmului nu este glorificarea profesorului, ci stabilirea unor relații umane între membrii aceleiași colectivități și înțelegerea apropierii morții.
Motivul central al filmului este relația profesor-studenți, pe care Kurosawa o percepe ca o sursă de virtuți morale ce au dispărut în societatea postmodernă contemporană. Tratarea cinematografică a acestui motiv este originală pentru că profesorul nu apare aici ca un maestru infailibil, care se impune prin cunoștințele sale și printr-un comportament autoritar, ci apare ca un om cald care-i tratează pe studenți cu respect și încearcă să le insufle un set de valori morale. Studenții îl consideră pe Uchida un mentor pentru că i-a învățat multe lucruri importante și îl descriu ca „aur pur”, respectându-l mai mult pentru ceea ce este decât pentru ceea ce știe. Rolul profesorului nu se oprește astfel odată cu încheierea cursurilor, ci continuă prin călăuzirea dezvoltării morale a studenților pe tot parcursul vieții acestora. Reuniunile anuale nu sunt prin urmare simple petreceri, ci un mod de întărire a legăturii morale care s-a format între profesor și studenți și de reînnoire a angajamentului moral asumat în școală.
În ciuda vârstei înaintate, profesorul și-a păstrat nealterat caracterul pur, făcând să pară un om excentric. „Sensibilitatea și imaginația lui depășesc puterea noastră de înțelegere”, afirmă Takayama la un moment dat. Bunătatea pe care Uchida a insuflat-o studenților săi generează bunătate, așa cum reiese atunci când foștii studenți strâng bani și cumpără proprietatea învecinată pentru ca liniștea profesorului lor să nu fie tulburată sau atunci când se mobilizează pentru a căuta motanul profesorului. Relația de camaraderie formată în timp între profesor și foștii studenți este evidențiată, de asemenea, prin folosirea frecventă a cântecelor tradiționale, care sunt cântate în comun.
Filmul degajă multă căldură sufletească și are un aer calm și delicat. Secvența în care profesorul și soția lui stau liniștiți în jurul casei în timp ce anotimpurile se schimbă în jurul lor pe muzica lui Vivaldi este, în opinia criticilor, cea mai frumoasă secvență a filmului, arătând trecerea timpului și, în același timp, dragostea profundă a soților, care nu are nevoie să fie exprimată prin cuvinte. Trecerea timpului este reprezentată și prin alte detalii: ruinele de-a lungul drumului s-au transformat într-o casă, salcia din apropiere a crescut, studenții au devenit bunici și nepoții lor sunt cei care aduc tortul la petrecerea aniversară.
Ideea morții apare pentru prima dată odată cu dispariția motanului Nora, care este căutat zadarnic săptămâni la rând. Nimeni nu vrea să creadă la început că Nora a dispărut pentru totdeauna, dar curând devine clar că el nu se va mai întoarce acasă. În cele din urmă, un alt motan de pripas pătrunde în curtea profesorului și este numit Kurz. Depresia este alungată temporar, dar Kurosawa schimbă rapid secvența și arată câțiva ani mai târziu două pietre funerare ridicate în memoria lui Nora și Kurz, subliniind astfel ideea că profesorul a acceptat ideea că toate ființele vii sunt supuse morții. Ambele pisici intră în curtea profesorului printr-o gaură din gard de sub frunzișul unei sălcii, ceea ce a făcut-o pe profesoara Keiko McDonald să identifice o altă aluzie la moarte în acest episod al filmului: basmele japoneze abundă în apariția lângă sălcii a spiritelor rătăcitoare ale celor morți, spirite care nu sunt încă vrednice să pătrundă în paradis.
Filmul se termină cu visul profesorului, în care el se simte din nou copil, se joacă de-a v-ați ascunselea pe un câmp, se ascunde, apoi se oprește și privește norii de pe cer, care par să-l distragă încât ar putea să uite de această dată să răspundă „Māda da yo!”. Spre deosebire de alte filme precum Ran și Rapsodie în august în care norii erau o metaforă a violenței omenești, norii din Madadayo seamănă mai mult cu cei din filmul Sanshirō Sugata (1943) și simbolizează dizolvarea lină a sufletului în moarte și eliberarea sa. Moartea nu mai este văzută cu anxietate ca în filmele precedente ale lui Kurosawa, care nu permisese niciodată eroilor săi să săvârșească sinuciderea ritualică, ci cu liniște așa cum scrisese poetul Kamo no Chōmei: „Caut doar liniște; Mă bucur de lipsa suferinței”.
Cineastul nu dezvăluie publicului subiectele scrierilor lui Uchida sau viețile foștilor săi studenți, fiind interesat mai mult de relația sinceră și respectuoasă care se formează între profesor și discipolii săi. Fără a avea complexitatea epică a celor mai cunoscute filme ale lui Kurosawa, Madadayo este portretul simplu și respectuos al unui om iubit.

### Imaginea Războiului și a Ocupației

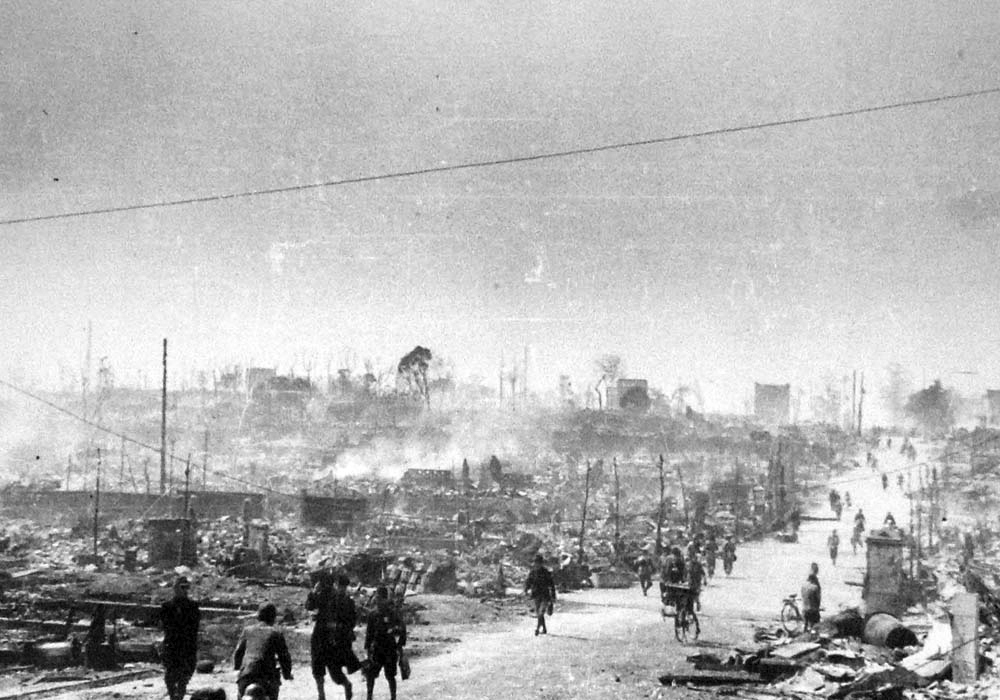
Clădiri ruinate în urma bombardării orașului Tokyo în martie 1945.

Perioada în care are loc acțiunea filmului este marcată de schimbări sociale și politice profunde, pe care Kurosawa nu le aprofundează, presupunând că spectatorii cunosc evenimentele istorice. Cel de-al Doilea Război Mondial și ocupația postbelică a Japoniei sunt tratate ca evenimente care au loc în afara filmului. Acțiunea filmului începe în 1943, în plină perioadă de război, dar Kurosawa aproape că ignoră acest context istorico-politic și se concentrează pe schimbările care au loc în viața profesorului Uchida și pe interacțiunile sale cu foștii studenți. Imaginea războiului este conturată prin cadre puține și scurte: marșul unui grup de soldați japonezi cu steaguri pe străzile capitalei, sunetul sirenelor care anunță raidurile aeriene și stingerea luminilor pe stradă, ruinele caselor distruse în bombardament, plus informația că locuința profesorului a fost incendiată, iar profesorul a fost nevoit să se mute într-o colibă.
Sfârșitul războiului este urmat de ocuparea Japoniei de către armatele aliate, dar cineastul ocolește din nou contextul și reia firul poveștii. După câteva scene scurte care arată viața grea a profesorului imediat după război, două jeepuri militare ale armatelor aliate trec pe străzile distruse de bombardament și prin dreptul colibei profesorului, iar după această evocare a lumii exterioare apare din nou Uchida plângându-se de lipsa alimentelor. Profesorul este sărbătorit cu ocazia împlinirii vârstei de 60 de ani, iar zgomotul petrecerii atrage doi soldați americani care contribuie la dispersarea publicului adunat în fața localului.
Războiul are, prin urmare, un rol periferic în film, deși influențase în realitate într-o mare măsură cariera cinematografică a lui Kurosawa. Regizorul a trăit spaima zilnică a raidurilor aeriene, iar casa lui a ars într-un incendiu a doua zi după ce el și soția lui s-au mutat de acolo. Implicarea Japoniei în război, distrugerile care au urmat și perioada de lipsuri de după război au fost experiențe formative care au modelat activitatea sa creativă în următoarele decenii. Ajuns la vârsta senectuții, cineastul privește cu detașare fluxul temporal al istoriei și adoptă o viziune budistă de acceptare a efemerității vieții și a inevitabilității bătrâneții și morții.
Nenorocirile survenite în viața profesorului ca urmare a războiului sunt asemănate cu catastrofele trăite de poetul Kamo no Chōmei (1153–1216) și descrise în jurnalul literar Hōjōki (1212), singura carte pe care Uchida o salvase din ruinele casei sale. Chōmei trăise într-o perioadă turbulentă marcată de războaie, furtuni, cutremure, ciumă, foamete și incendii, pe care o descrie în cartea sa. Răspunsul lui Chōmei în fața acestor necazuri și suferințe ivite într-o anumită măsură din nebunia oamenilor a fost să abandoneze lumea și să se retragă la sfârșitul epocii Heian într-o sihăstrie de munte, unde să ducă o viață simplă și contemplativă. Poetul și-a găsit liniștea, acceptând ideea efemerității vieții, după cum a scris într-un celebru pasaj: „Râul curge fără încetare, dar apele lui nu sunt niciodată aceleași. Spuma lui când dispare, când se formează din nou, niciodată nu durează prea mult. Așa este și viața omului aici, pe pământ”. Recunoașterea efemerității tuturor lucrurilor înseamnă, în opinia lui Chōmei, că atât oamenii, cât și opera lor va dispărea. Kurosawa oferă însă un răspuns diferit de cel al poetului medieval: opera maestrului va supraviețui omului.

## Lansare
Madadayo a fost lansat oficial la 17 aprilie 1993 în Japonia, unde a fost distribuit de compania Toho. Răspunsul comercial și critic pe piața internă a fost mai cordial decât în cazul filmului Rapsodie în august (1991), ca urmare a interesului ridicat al fanilor pentru ultima creație artistică a regizorului.
Traducerea umorului fin al profesorului Uchida în scopul difuzării filmului pe piața externă a fost dificilă, datorită existenței unor jocuri de cuvinte cărora nu li se putea găsi un echivalent. Kurosawa își exprima speranța că publicul străin va înțelege umorul personajului, chiar dacă-i va scăpa sensul exact al glumelor, prin intermediul subtitrărilor.
Filmul a fost vizionat la Festivalul de Film de la San Francisco în 1995, dar nu a avut parte de o lansare extinsă în cinematografele americane și a fost difuzat în premieră într-o versiune subtitrată în limba engleză de rețeaua de televiziune prin cablu Turner Classic Movies abia la 3 septembrie 1999, la un an după moartea lui Kurosawa. A fost lansat în cinematografele americane de compania WinStar Cinema la 1 septembrie 2000 într-o versiune subtitrată în limba engleză. Ultimele filme ale lui Kurosawa au avut soarta ultimelor filme ale altor maeștri ai cinematografiei universale precum Federico Fellini și Michelangelo Antonioni, care au fost difuzate în Statele Unite ale Americii după mulți ani de la lansare.
Drepturile de difuzare ale filmului au fost vândute rapid în Franța, Argentina, Brazilia, Chile, Turcia și Israel, dar, spre deosebire de Rapsodie în august, Madadayo nu a avut mare succes acolo, probabil ca urmare a eșecului înregistrat pe piața americană.
DVD-urile subtitrate în engleză au fost lansate de Winstar și Criterion Collection în SUA, de Madman în Australia, de Yume Pictures în Marea Britanie și de Mei Ah în Hong Kong. O ediție Blu-ray, fără subtitrare în limba engleză, este disponibilă în Japonia ca parte a unui set care mai conține și filmele Rashomon, Ran și Duelul tăcut.

## Ultimul film al lui Kurosawa

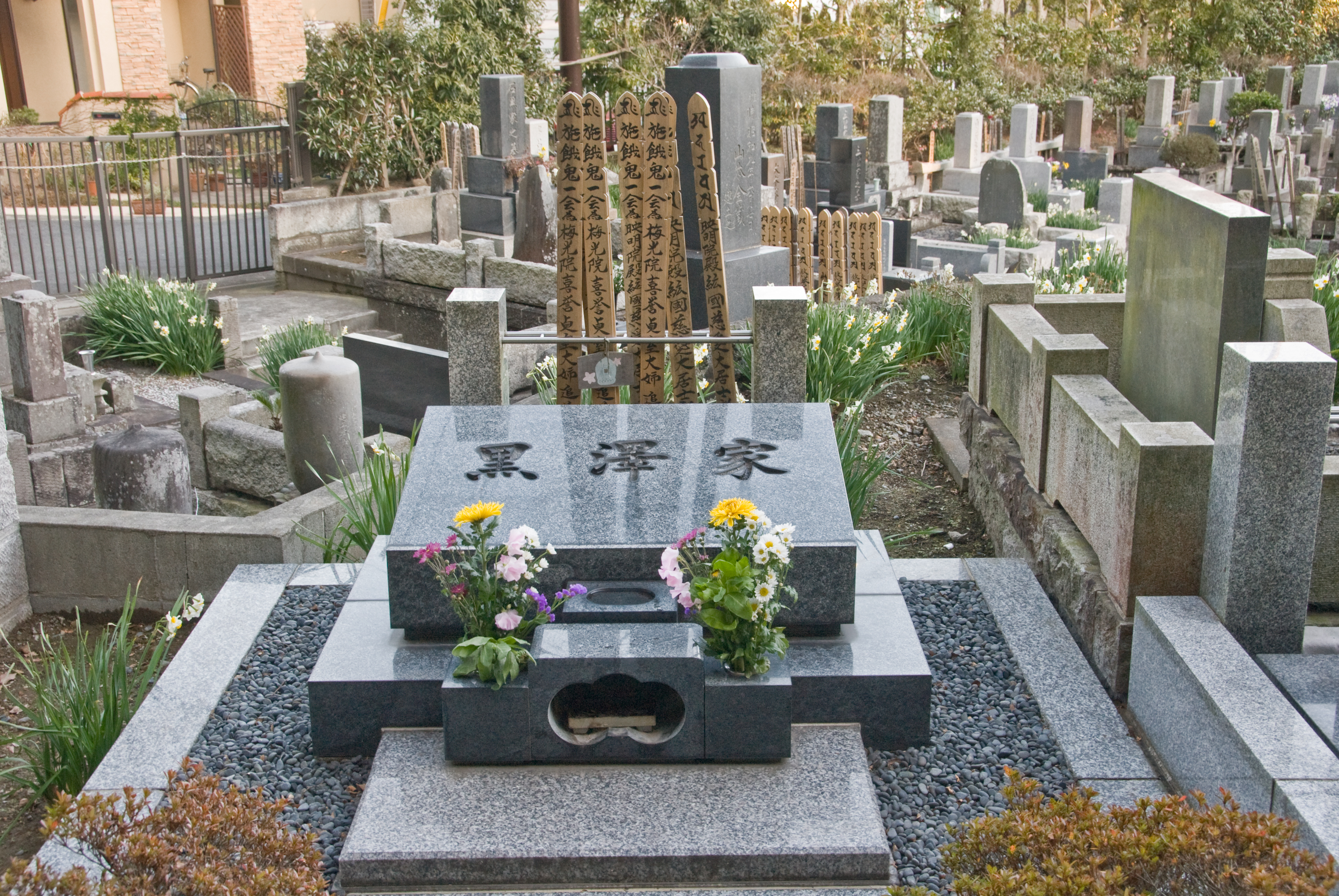
Mormântul lui Akira Kurosawa în cimitirul templului budist An'yō-in din Kamakura.

În anul 1992, în timpul filmărilor la Madadayo, Kurosawa afirma că mai are proiecte cinematografice pe care ar vrea să le realizeze: „Nu am intenția să mă retrag. Sunt o mulțime de filme pe care aș vrea încă să le fac, iar timpul trece”. Vechiul său colaborator Yoshirō Muraki presupunea la acea vreme că următorul film al lui Kurosawa va fi probabil un film jidaigeki, la o scară mai mică decât Kagemusha și Ran. „Kurosawa nu mai are energia să mai facă un film de asemenea nivel”, afirma Muraki. Într-un interviu din primăvara anului 1993 cineastul mărturisea că-și dorea de multă vreme să facă un film despre viața pictorului Vincent Van Gogh și spera să poată lucra la acest proiect în ultimii săi ani din viață.
Cu toate acestea, Madadayo a fost ultimul film atât al lui Akira Kurosawa, cât și al lui Ishirō Honda. Cineastul Ishirō Honda a murit din cauza unei insuficiențe respiratorii la 28 februarie 1993, înaintea lansării filmului, în timpul unei vizite de rutină la spital, fără a ști că era bolnav de cancer la plămâni. Ambii regizori au dovedit o vitalitate deosebită pe platoul de filmare, cei doi fiind prieteni apropiați. Kurosawa a fost devastat la auzul acestei vești, cu atât mai mult cu cât Honda era mai tânăr cu un an decât el. Înmormântarea lui Honda a avut loc la 6 martie 1993, în prezența echipei care a lucrat la Madadayo și a unui număr mare de colegi din zilele sale de glorie, cu care nu mai colaborase de zeci de ani, inclusiv a lui Toshirō Mifune. Kurosawa a ținut discursul funebru cu o voce îndurerată.
După lansarea filmului Madadayo, Kurosawa a scris alte două scenarii (Umi wa Miteita în 1993 și Ame agaru în 1995), dar nu a mai regizat niciun film. În mai 1995, după încheierea scrierii scenariului Ame agaru la un han din Kyoto, cineastul a alunecat pe tatami și a suferit o fractură a coloanei vertebrale. Accidentul l-a făcut să rămână imobilizat pentru tot restul vieții într-un scaun cu rotile și, mai frecvent, în pat. Chiar și în aceste condiții, el a fost ocupat în ultimii săi ani cu diferite proiecte necinematografice precum pictarea creațiilor sale expresioniste pe fuselajul avioanelor de pasageri japoneze sau proiectarea unei ediții limitate de ceasuri de mână ale companiei Swatch.
Starea de sănătate a cineastului s-a agravat însă după moartea la 24 decembrie 1997 a lui Toshirō Mifune. Deși și-a dorit mult să moară lucrând pe platoul de filmare, nu și-a putut îndeplini această dorință din cauza stării precare de sănătate. Kurosawa a murit la 6 septembrie 1998. Ultimele două scenarii pe care le-a scris au stat la baza a două filme realizate postum.

## Recepție

### Aprecieri critice
Madadayo a avut parte de recenzii critice mixte, chiar negative, la momentul lansării, fiind considerat mai slab decât Rapsodie în august, filmul anterior al lui Kurosawa. Cronicile publicate îndeosebi în străinătate au scos în evidență acțiunea lentă, discuțiile lungi și sentimentalismul poveștii, criticii susținând că filmului îi lipsește energia și coeziunea narativă ale filmelor anterioare ale cineastului.
Criticul american Mark Schilling, specializat în cinematografia japoneză, a scris o cronică ostilă în revista Screen International în care a folosit cuvinte dure la adresa regizorului: „Akira Kurosawa a pierdut legătura nu numai cu publicul său internațional, ci și cu instinctele sale cinematografice. Gândindu-se să răspundă criticilor autohtoni care susțin că s-a pliat gusturilor străine, Kurosawa a scris un scenariu plin de jocuri de cuvinte intraductibile și inundat de un sentimentalism tipic japonez, neexportabil... Datorită lui Madadayo, este poate timpul să-și dea seama că i-a sunat ceasul”. Alți critici precum David Sterritt de la The Christian Science Monitor s-au plâns că acțiunea filmului este prea lentă și că există suficiente momente plictisitoare (discuții lungi, glume neamuzante) în comparație cu un film alert precum Kagemusha. Cauza principală a acestor reacții dure a reprezentat-o schimbarea stilului lui Kurosawa și incapacitatea unor critici de a înțelege profunzimile poveștii. Filmele lui Kurosawa deveniseră mai abstracte odată cu trecerea anilor, dar publicul și unii critici așteptau să vadă în continuare acțiune și, din acest motiv, erau dezamăgiți.
Opiniile criticilor de film cu privire la Madadayo s-au schimbat în următoarele decenii, devenind tot mai elogioase. Criticul Roger Ebert de la ziarul Chicago Sun-Times a acordat filmului trei stele din patru și a publicat în anul 1998 o recenzie în care a spus, printre altele: „Acesta este genul de film pe care am vrea să-l facem cu toții, dacă am fi foarte bătrâni și foarte senini. Au fost momente când m-am simțit ciudat ca și cum Kurosawa își filma dispariția sa grațioasă în noapte. [...] Filmele sale au fost pline de viață și de spectacol, dar în «Madadayo» el a realizat un film în spiritul cvasi-contemporanului său Yasujirō Ozu, ale cărui drame casnice sunt printre cele mai pătrunzătoare și mai contemplative dintre toate filmele”.
Potrivit profesorului Stephen Prince, Vise, Rapsodie în august și Madadayo sunt mai senine decât celelalte filme ale lui Kurosawa și reprezintă o mărturie a dragostei pentru cinema a artistului japonez, în timp ce sfârșitul filmului Madadayo este „piatra unghiulară potrivită a unei cariere monumentale”. Criticul Kevin Thomas scria în anul 1999 în ziarul Los Angeles Times că Akira Kurosawa „nu ar fi putut realiza un final mai potrivit pentru una dintre cele mai mari cariere din istoria cinematografiei. O contemplare blândă și plină de umor a inevitabilității bătrâneții și a mortalității, Madadayo celebrează bucuriile durabile ale camaraderiei și răsplata bunătății. [...] Madadayo curge ca un pârâu de pădure și riscă să pară lent și sentimental la suprafață când el este de fapt liniștit în sensul cel mai pozitiv. El se derulează atât de ușor, încât abia remarci cât de puternic, chiar profund, este impactul său atunci când se termină”. „Nu este unul dintre marile filme ale Kurosawa; spațiul de manifestare a sentimentelor este, în cele din urmă, prea îngust, amploarea relațiilor umane prea restrânsă. Dar el este, în propriile sale proporții, aproape perfect”, afirma criticul A.O. Scott într-o cronică publicată în anul 2000 în ziarul The New York Times.
Concluzionând pe baza principalelor opinii pro și contra, istoricul de film Stuart Galbraith IV, autorul unei lucrări de referință în care a analizat întreaga creație artistică a lui Akira Kurosawa, a susținut că, în ciuda recenziilor nefavorabile și a difuzării cu întârziere în SUA, Madadayo este „un film de o frumusețe imensă” în raport cu subiectul său destul de simplu și a lăudat interpretările lui Tatsuo Matsumura (pe care a considerat-o a fi, poate, „cea mai bună a carierei sale”) și Kyoko Kagawa (care făcut ca personajul ei să fie „strălucitor”). În opinia criticului, ar putea dura ani de zile, la fel ca în cazul filmelor Ikiru, Cei șapte samurai, Cerul și iadul și Barbă Roșie, până când Madadayo va fi apreciat la adevărata valoare ca un film profund despre frumusețea relațiilor umane.
Enciclopedia cinematografică germană Lexikon des internationalen Films îl descrie astfel: „În timpul celui de-al Doilea Război Mondial, un bătrân profesor din Tokyo își anunță studenții că va renunța la post și va lucra ca scriitor. Mulțumit de el însuși și de lume, el duce o viață de cerșetor, întreruptă de sărbătorile anuale ale zilei sale de naștere organizate de foștii săi studenți. La întrebarea care i se pune constant dacă este gata să părăsească lumea, el răspunde «madadayo» – care poate însemna «nu încă», dar și «poate». Un film fascinant, înțelept, impregnat de un respect profund uman, care celebrează valorile tradiționale ale Japoniei, modul de viață și dragostea de viață. În același timp, un omagiu personal al lui Kurosawa către veneratul său maestru Eizō Uchida.”. Madadayo are în prezent un rating de aprobare de 87% pe site-ul agregatorului de recenzii Rotten Tomatoes, pe baza a 15 recenzii (13 pozitive, 2 negative), cu o medie ponderată de 7,20/10. Nu există încă un consens critic cu privire la film.

### Premii
Madadayo a obținut mai multe premii în Japonia, printre care patru premii ale Academiei Japoneze de Film: pentru cea mai bună actriță în rol secundar (Kyōko Kagawa), pentru cele mai bune decoruri (Yoshirō Muraki), pentru cea mai bună imagine (Takao Saitō și Masaharu Ueda) și pentru cel mai bun iluminat (Takeji Sano) și două premii Panglica Albastră: pentru cel mai bun actor în rol secundar (George Tokoro) și pentru cea mai bună actriță în rol secundar (Kyōko Kagawa). Premiile Academiei Japoneze de Film pentru cele mai bune decoruri, cea mai bună imagine și cel mai bun iluminat au fost acordate echipelor tehnice care au colaborat atât la Madadayo, cât și la Niji no hashi.
În afara acestor premii, filmul lui Kurosawa a mai fost nominalizat la alte trei premii ale Academiei Japoneze de Film: pentru cel mai bun actor (Tatsuo Matsumura), pentru cel mai bun actor în rol secundar (George Tokoro) și pentru cea mai bună muzică (Shin'ichirō Ikebe) și la premiul Asociației Criticilor de Film din Chicago pentru cel mai bun film într-o limbă străină, care a fost obținut însă de filmul italian Viața e frumoasă (1997) al lui Roberto Benigni.
| Premiu                                    | Data ceremoniei | Categorie                             | Laureat/laureați             | Rezultat     | Note         |
| ----------------------------------------- | --------------- | ------------------------------------- | ---------------------------- | ------------ | ------------ |
| Premiile Academiei Japoneze de Film       | 1994            | cea mai bună actriță în rol secundar  | Kyōko Kagawa                 | Câștigat     | [ 3 ] [ 17 ] |
| Premiile Academiei Japoneze de Film       | 1994            | cea mai bună scenografie              | Yoshirō Muraki               | Câștigat     | [ 3 ] [ 17 ] |
| Premiile Academiei Japoneze de Film       | 1994            | cea mai bună imagine                  | Takao Saitō și Masaharu Ueda | Câștigat     | [ 3 ] [ 17 ] |
| Premiile Academiei Japoneze de Film       | 1994            | cel mai bun iluminat                  | Takeji Sano                  | Câștigat     | [ 3 ] [ 17 ] |
| Premiile Academiei Japoneze de Film       | 1994            | cel mai bun actor                     | Tatsuo Matsumura             | Nominalizare | [ 3 ] [ 17 ] |
| Premiile Academiei Japoneze de Film       | 1994            | cel mai bun actor în rol secundar     | George Tokoro                | Nominalizare | [ 3 ] [ 17 ] |
| Premiile Academiei Japoneze de Film       | 1994            | cea mai bună muzică                   | Shin'ichirō Ikebe            | Nominalizare | [ 3 ] [ 17 ] |
| Premiile Panglica Albastră                | 1994            | cel mai bun actor în rol secundar     | George Tokoro                | Câștigat     | [ 17 ]       |
| Premiile Panglica Albastră                | 1994            | cea mai bună actriță în rol secundar  | Kyōko Kagawa                 | Câștigat     | [ 17 ]       |
| Premiile Chicago Film Critics Association | 1999            | cel mai bun film într-o limbă străină | Akira Kurosawa               | Nominalizare | [ 17 ]       |

## Vezi și
- Lista filmelor japoneze propuse la Premiul Oscar pentru cel mai bun film străin

## Legături externe
- en  Madadayo la Internet Movie Database
- ja Madadayo în Japanese Movie Database